# جيمي موفيت
جيمي موفيت (بالإنجليزية: Jamie Moffett)‏ هو منتج أفلام ومونتير ومخرج أمريكي، ولد في 3 مايو 1976.

## وصلات خارجية
- جيمي موفيت على موقع IMDb (الإنجليزية)
- جيمي موفيت على موقع أول موفي (الإنجليزية)
- جيمي موفيت على موقع قاعدة بيانات الفيلم (الإنجليزية)